# Нови Вишнич
Нови Вѝшнич (на полски: Nowy Wiśnicz) е град в Южна Полша, Малополско войводство, Бохненски окръг. Административен център е на градско-селската Нововишнишка община. Заема площ от 4,97 км2.

## Население
Според данни от полската Централна статистическа служба, към 1 януари 2014 г. населението на града възлиза на 2 757 души. Гъстотата е 555 души/км2.